# Mujaddid
Een Mujaddid (Arabisch: مجدد) (meervoud: Mujaddideen, niet te verwarren met Moedjahedien) is in de islam een hervormer. Volgens de islam heeft God aan de oemma beloofd om aan het begin van elke islamitische eeuw een hervormer aan te duiden, die de islam moet herstellen in haar oorspronkelijke vorm. Alle mujaddideen speelden een belangrijke rol in de verspreiding van de islam en de interpretatie en uitleg van de islamitische leer. De Mujaddid kan een kalief zijn, een geleerde of een filosoof.
Ondanks controverse zijn er een aantal algemeen aanvaarde mujaddids.

## Lijst van Mujaddideen
| Eeuw | Start AH   | Start AD   | Naam                                    | Geboren | Overleden | Opmerkingen            |
| ---- | ---------- | ---------- | --------------------------------------- | ------- | --------- | ---------------------- |
| 1    | 01/01/1    | 16/07/622  | Umar Bin Abdul Aziz                     | 682     | 720       |                        |
| 2    | 01/01/101  | 24/07/719  | Hasan of Basra                          | 642     | 728       |                        |
|      |            |            | Mohammed al-Shafi'i                     |         |           |                        |
| 3    | 01/01/201  | 30/07/816  | Abu al-Hasan al-Ash'ari                 | 873     | 935       |                        |
|      |            |            | Abu Jafar Al-Tahawi                     |         |           |                        |
| 4    | 01/01/301  | 07/08/913  | Abu Bakr Baqilani                       |         | 1013      |                        |
|      |            |            | Abu Ubaidullah van Neshapur             |         |           |                        |
| 5    | 01/01/401  | 15/08/1010 | Al-Ghazali                              | 1058    | 1111      |                        |
| 6    | 01/01/501  | 22/08/1107 | Fakhr-Al-Din Al-Razi                    | 1077    | 1166      |                        |
| 7    |            |            | Al-'Izz Ibn 'Abd Al-Salam               |         |           |                        |
| 8    | 01/01/701  | 06/09/1301 | Ibn Hajar Asqalani                      | 1372    | 1449      |                        |
|      |            |            | Siraj Al-Din Al-Bulqini                 |         |           |                        |
| 9    | 01/01/801  | 13/09/1398 | Suyuti                                  |         |           |                        |
| 10   | 01/01/901  | 21/09/1495 | Zakariyya Al-Ansari                     |         |           |                        |
| 11   | 01/01/1001 | 08/10/1592 | Ahmad van Sirhand, Mujaddid-e-Alf Thani |         |           |                        |
| 12   | 01/01/1101 | 15/10/1689 | Shah Wali Allah Muhaddath Dehlavi       | 1702    | 1762      |                        |
| 13   | 01/01/1201 | 24/10/1786 | Al-Kawthari                             | 1879    | 1951      |                        |
| 14   | 01/01/1301 | 02/11/1883 | Mirza Ghulam Ahmad                      | 1835    | 1908      | Niet algemeen aanvaard |
|      |            |            | Bediüzzaman Said Nursi                  | 1876    | 1960      |                        |
|      |            |            | Muhammad Metwally El-Shaarawy           | 1911    | 1998      |                        |
|      |            |            | Ahmed Deedat                            | 1918    | 2005      |                        |
|      |            |            | Mustafa Mahmoud                         | 1921    | 2009      |                        |
| 15   | 01/01/1401 | 09/11/1980 |                                         |         |           |                        |